# País Nòstre

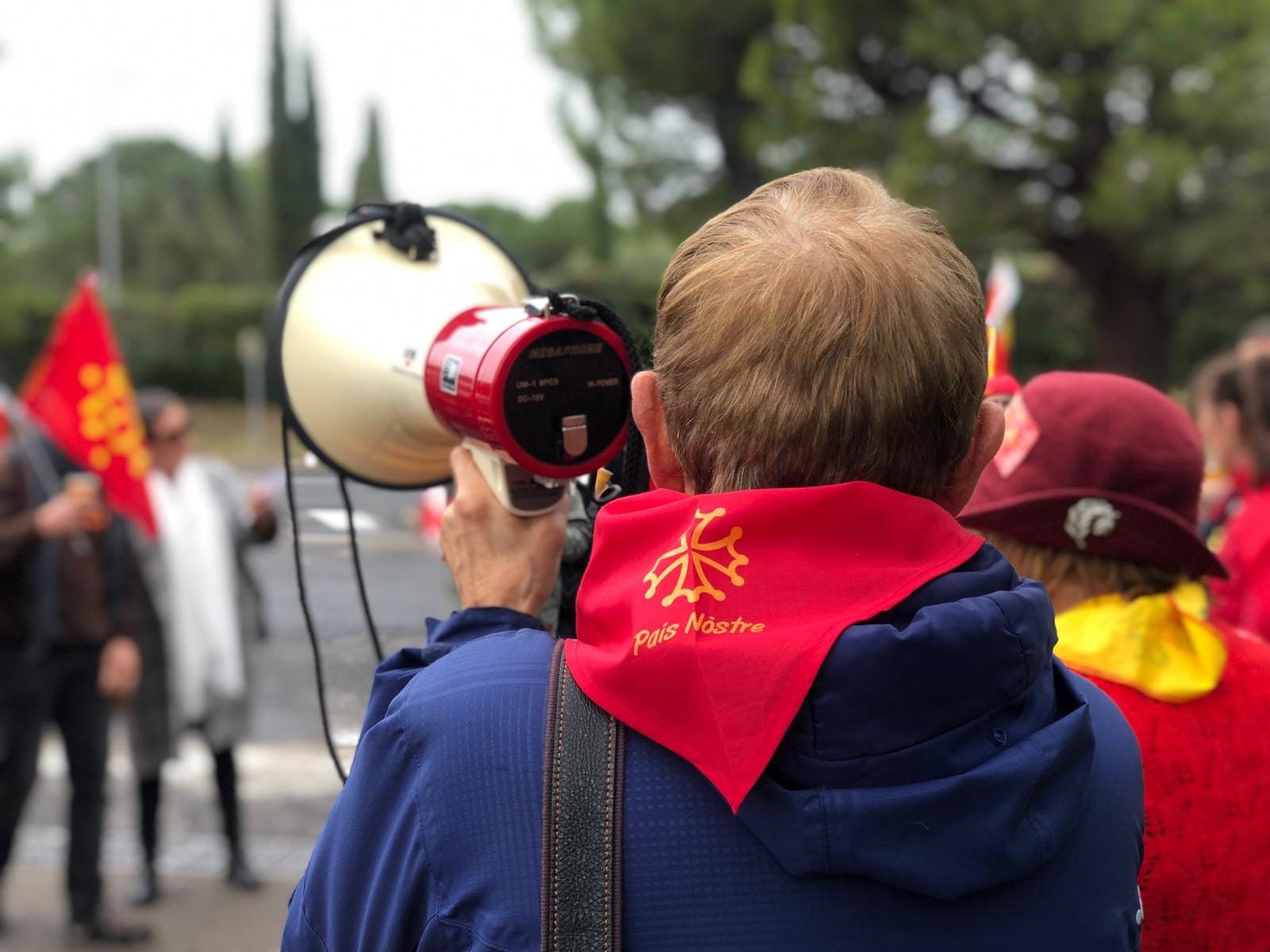
Aplec del 23 de novembre de 2022 per reivindicar més occità a la televisió francesa

País Nòstre és una associació del Llenguadoc fundada als anys 90 que té per objectiu la defensa de la identitat occitana. El seu àmbit d'actuació és la regió Llenguadoc-Rosselló. A les eleccions regionals franceses de 2004 van afiliar-se a llista Languedoc-Catalogne 2004. Des de les eleccions municipals de 2009, un membre de l'associació, Christophe Fangeaux, és l'encarregat de cultura occitana a l'ajuntament de Carcassona.